# Football League First Division
Football League First Division, oftast bara kallad First Division, var en nationell professionell fotbollsdivision i England, som grundades inför säsongen 1888/89 och existerade till och med säsongen 2003/04. Fram till säsongen 1891/92, efter vilken Second Division grundades, benämndes divisionen enbart som The Football League. Den representerade fram till och med säsongen 1991/92 den högsta nivån i det engelska ligasystemet. Under perioden från och med säsongen 1992/93 till och med säsongen 2003/04 representerade divisionen den näst högsta nivån, under FA Premier League.
Från och med säsongen 2004/05 benämns den högsta nivån inom The Football League som The Championship.
Ursprungligen var det ingen automatisk uppflyttning till First Division utan det avgjordes via utslagsmatcher (test matches) mellan de sist placerade klubbarna i First Division och de bäst placerade klubbarna i Second Division. Säsongen 1898/99 etablerades automatisk uppflyttning av de två bäst placerade klubbarna i Second Division till First Division samt nedflyttning av de två sämst placerade klubbarna i First Division till Second Division. Upp- och nedflyttning mellan First Division och Second Division utökades till tre klubbar från och med 1974.

## Ursprungliga klubbar
De ursprungliga tolv klubbarna som deltog då ligan grundades inför säsongen 1888/89 var:
- Accrington
- Aston Villa
- Blackburn Rovers
- Bolton Wanderers
- Burnley
- Derby County
- Everton
- Notts County
- Preston North End
- Stoke
- West Bromwich Albion
- Wolverhampton Wanderers

Ligan utökades under åren till dess slutliga 24 klubbar enligt följande:
| Antal klubbar | Från | Till |
| ------------- | ---- | ---- |
| 12            | 1888 | 1891 |
| 14            | 1891 | 1892 |
| 16            | 1892 | 1898 |
| 18            | 1898 | 1905 |
| 20            | 1905 | 1915 |
| 22            | 1919 | 1987 |
| 21            | 1987 | 1988 |
| 20            | 1988 | 1991 |
| 22            | 1991 | 1992 |
| 24            | 1992 | 2004 |

## Mästare
Nedan följer listor med mästare och uppflyttade klubbar per säsong:

### 1888–1992 (Nivå 1)
Under den här perioden representerade First Division den högsta nivån av det engelska ligasystemet. Dagens motsvarighet är Premier League.
Klubbar i fet stil vann "dubbeln" (ligan och FA-cupen eller ligan och Europacupen).
| Säsong  | Mästare (antal titlar)                                | Tvåa                                                  | Trea                                                  | Bästa målgörare                                                                     | Mål                                                   |
| ------- | ----------------------------------------------------- | ----------------------------------------------------- | ----------------------------------------------------- | ----------------------------------------------------------------------------------- | ----------------------------------------------------- |
| 1888/89 | Preston North End                                     | Aston Villa                                           | Wolverhampton Wanderers                               | John Goodall (Preston North End)                                                    | 21                                                    |
| 1889/90 | Preston North End (2)                                 | Everton                                               | Blackburn Rovers                                      | Jimmy Ross (Preston North End)                                                      | 24                                                    |
| 1890/91 | Everton                                               | Preston North End                                     | Notts County                                          | Jack Southworth (Blackburn Rovers)                                                  | 26                                                    |
| 1891/92 | Sunderland                                            | Preston North End                                     | Bolton Wanderers                                      | John Campbell (Sunderland)                                                          | 32                                                    |
| 1892/93 | Sunderland (2)                                        | Preston North End                                     | Everton                                               | John Campbell (Sunderland)                                                          | 31                                                    |
| 1893/94 | Aston Villa                                           | Sunderland                                            | Derby County                                          | Jack Southworth (Everton)                                                           | 27                                                    |
| 1894/95 | Sunderland (3)                                        | Everton                                               | Aston Villa                                           | John Campbell (Sunderland)                                                          | 22                                                    |
| 1895/96 | Aston Villa (2)                                       | Derby County                                          | Everton                                               | Johnny Campbell (Aston Villa) Steve Bloomer (Derby County)                          | 20                                                    |
| 1896/97 | Aston Villa (3)                                       | Sheffield United                                      | Derby County                                          | Steve Bloomer (Derby County)                                                        | 22                                                    |
| 1897/98 | Sheffield United                                      | Sunderland                                            | Wolverhampton Wanderers                               | Fred Wheldon (Aston Villa)                                                          | 21                                                    |
| 1898/99 | Aston Villa (4)                                       | Liverpool                                             | Burnley                                               | Steve Bloomer (Derby County)                                                        | 23                                                    |
| 1899/00 | Aston Villa (5)                                       | Sheffield United                                      | Sunderland                                            | Billy Garraty (Aston Villa)                                                         | 27                                                    |
| 1900/01 | Liverpool                                             | Sunderland                                            | Notts County                                          | Steve Bloomer (Derby County)                                                        | 23                                                    |
| 1901/02 | Sunderland (4)                                        | Everton                                               | Newcastle United                                      | Jimmy Settle (Everton)                                                              | 18                                                    |
| 1902/03 | The Wednesday                                         | Aston Villa                                           | Sunderland                                            | Sam Raybould (Liverpool)                                                            | 31                                                    |
| 1903/04 | The Wednesday (2)                                     | Manchester City                                       | Everton                                               | Steve Bloomer (Derby County)                                                        | 20                                                    |
| 1904/05 | Newcastle United                                      | Everton                                               | Manchester City                                       | Arthur Brown (Sheffield United)                                                     | 22                                                    |
| 1905/06 | Liverpool (2)                                         | Preston North End                                     | The Wednesday                                         | Albert Shepherd (Bolton Wanderers)                                                  | 26                                                    |
| 1906/07 | Newcastle United (2)                                  | Bristol City                                          | Everton                                               | Alex Young (Everton)                                                                | 30                                                    |
| 1907/08 | Manchester United                                     | Aston Villa                                           | Manchester City                                       | Enoch West (Nottingham Forest)                                                      | 27                                                    |
| 1908/09 | Newcastle United (3)                                  | Everton                                               | Sunderland                                            | Bert Freeman (Everton)                                                              | 38                                                    |
| 1909/10 | Aston Villa (6)                                       | Liverpool                                             | Blackburn Rovers                                      | Jack Parkinson (Liverpool)                                                          | 30                                                    |
| 1910/11 | Manchester United (2)                                 | Aston Villa                                           | Sunderland                                            | Albert Shepherd (Newcastle United)                                                  | 25                                                    |
| 1911/12 | Blackburn Rovers                                      | Everton                                               | Newcastle United                                      | Harry Hampton (Aston Villa) George Holley (Sunderland) David McLean (The Wednesday) | 25                                                    |
| 1912/13 | Sunderland (5)                                        | Aston Villa                                           | The Wednesday                                         | David McLean (The Wednesday)                                                        | 30                                                    |
| 1913/14 | Blackburn Rovers (2)                                  | Aston Villa                                           | Middlesbrough                                         | George Elliott (Middlesbrough)                                                      | 32                                                    |
| 1914/15 | Everton (2)                                           | Oldham Athletic                                       | Blackburn Rovers                                      | Bobby Parker (Everton)                                                              | 35                                                    |
| 1915–19 | Uppehåll i ligaspelet på grund av första världskriget | Uppehåll i ligaspelet på grund av första världskriget | Uppehåll i ligaspelet på grund av första världskriget | Uppehåll i ligaspelet på grund av första världskriget                               | Uppehåll i ligaspelet på grund av första världskriget |
| 1919/20 | West Bromwich Albion                                  | Burnley                                               | Chelsea                                               | Fred Morris (West Bromwich Albion)                                                  | 37                                                    |
| 1920/21 | Burnley                                               | Manchester City                                       | Bolton Wanderers                                      | Joe Smith (Bolton Wanderers)                                                        | 38                                                    |
| 1921/22 | Liverpool (3)                                         | Tottenham Hotspur                                     | Burnley                                               | Andy Wilson (Middlesbrough)                                                         | 31                                                    |
| 1922/23 | Liverpool (4)                                         | Sunderland                                            | Huddersfield Town                                     | Charlie Buchan (Sunderland)                                                         | 30                                                    |
| 1923/24 | Huddersfield Town                                     | Cardiff City                                          | Sunderland                                            | Wilf Chadwick (Everton)                                                             | 28                                                    |
| 1924/25 | Huddersfield Town (2)                                 | West Bromwich Albion                                  | Bolton Wanderers                                      | Frank Roberts (Manchester City)                                                     | 31                                                    |
| 1925/26 | Huddersfield Town (3)                                 | Arsenal                                               | Sunderland                                            | Ted Harper (Blackburn Rovers)                                                       | 43                                                    |
| 1926/27 | Newcastle United (4)                                  | Huddersfield Town                                     | Sunderland                                            | Jimmy Trotter (The Wednesday)                                                       | 37                                                    |
| 1927/28 | Everton (3)                                           | Huddersfield Town                                     | Leicester City                                        | Dixie Dean (Everton)                                                                | 60                                                    |
| 1928/29 | The Wednesday (3)                                     | Leicester City                                        | Aston Villa                                           | Dave Halliday (Sunderland)                                                          | 43                                                    |
| 1929/30 | Sheffield Wednesday (4)                               | Derby County                                          | Manchester City                                       | Vic Watson (West Ham United)                                                        | 41                                                    |
| 1930/31 | Arsenal                                               | Aston Villa                                           | Sheffield Wednesday                                   | Tom Waring (Aston Villa)                                                            | 49                                                    |
| 1931/32 | Everton (4)                                           | Arsenal                                               | Sheffield Wednesday                                   | Dixie Dean (Everton)                                                                | 44                                                    |
| 1932/33 | Arsenal (2)                                           | Aston Villa                                           | Sheffield Wednesday                                   | Jack Bowers (Derby County)                                                          | 35                                                    |
| 1933/34 | Arsenal (3)                                           | Huddersfield Town                                     | Tottenham Hotspur                                     | Jack Bowers (Derby County)                                                          | 34                                                    |
| 1934/35 | Arsenal (4)                                           | Sunderland                                            | Sheffield Wednesday                                   | Ted Drake (Arsenal)                                                                 | 42                                                    |
| 1935/36 | Sunderland (6)                                        | Derby County                                          | Huddersfield Town                                     | W.G. Richardson (West Bromwich Albion)                                              | 39                                                    |
| 1936/37 | Manchester City                                       | Charlton Athletic                                     | Arsenal                                               | Freddie Steele (Stoke City)                                                         | 33                                                    |
| 1937/38 | Arsenal (5)                                           | Wolverhampton Wanderers                               | Preston North End                                     | Tommy Lawton (Everton)                                                              | 28                                                    |
| 1938/39 | Everton (5)                                           | Wolverhampton Wanderers                               | Charlton Athletic                                     | Tommy Lawton (Everton)                                                              | 35                                                    |
| 1939–46 | Uppehåll i ligaspelet på grund av andra världskriget  | Uppehåll i ligaspelet på grund av andra världskriget  | Uppehåll i ligaspelet på grund av andra världskriget  | Uppehåll i ligaspelet på grund av andra världskriget                                | Uppehåll i ligaspelet på grund av andra världskriget  |
| 1946/47 | Liverpool (5)                                         | Manchester United                                     | Wolverhampton Wanderers                               | Dennis Westcott (Wolverhampton Wanderers)                                           | 37                                                    |
| 1947/48 | Arsenal (6)                                           | Manchester United                                     | Burnley                                               | Ronnie Rooke (Arsenal)                                                              | 33                                                    |
| 1948/49 | Portsmouth                                            | Manchester United                                     | Derby County                                          | Willie Moir (Bolton Wanderers)                                                      | 25                                                    |
| 1949/50 | Portsmouth (2)                                        | Wolverhampton Wanderers                               | Sunderland                                            | Dickie Davis (Sunderland)                                                           | 25                                                    |
| 1950/51 | Tottenham Hotspur                                     | Manchester United                                     | Blackpool                                             | Stan Mortensen (Blackpool)                                                          | 30                                                    |
| 1951/52 | Manchester United (3)                                 | Tottenham Hotspur                                     | Arsenal                                               | George Robledo (Newcastle United)                                                   | 33                                                    |
| 1952/53 | Arsenal (7)                                           | Preston North End                                     | Wolverhampton Wanderers                               | Charlie Wayman (Preston North End)                                                  | 24                                                    |
| 1953/54 | Wolverhampton Wanderers                               | West Bromwich Albion                                  | Huddersfield Town                                     | Jimmy Glazzard (Huddersfield Town)                                                  | 29                                                    |
| 1954/55 | Chelsea                                               | Wolverhampton Wanderers                               | Portsmouth                                            | Ronnie Allen (West Bromwich Albion)                                                 | 27                                                    |
| 1955/56 | Manchester United (4)                                 | Blackpool                                             | Wolverhampton Wanderers                               | Nat Lofthouse (Bolton Wanderers)                                                    | 33                                                    |
| 1956/57 | Manchester United (5)                                 | Tottenham Hotspur                                     | Preston North End                                     | John Charles (Leeds United)                                                         | 38                                                    |
| 1957/58 | Wolverhampton Wanderers (2)                           | Preston North End                                     | Tottenham Hotspur                                     | Bobby Smith (Tottenham Hotspur)                                                     | 36                                                    |
| 1958/59 | Wolverhampton Wanderers (3)                           | Manchester United                                     | Arsenal                                               | Jimmy Greaves (Chelsea)                                                             | 33                                                    |
| 1959/60 | Burnley (2)                                           | Wolverhampton Wanderers                               | Tottenham Hotspur                                     | Dennis Viollet (Manchester United)                                                  | 32                                                    |
| 1960/61 | Tottenham Hotspur (2)                                 | Sheffield Wednesday                                   | Wolverhampton Wanderers                               | Jimmy Greaves (Chelsea)                                                             | 41                                                    |
| 1961/62 | Ipswich Town                                          | Burnley                                               | Tottenham Hotspur                                     | Ray Crawford (Ipswich Town) Derek Kevan (West Bromwich Albion)                      | 33                                                    |
| 1962/63 | Everton (6)                                           | Tottenham Hotspur                                     | Burnley                                               | Jimmy Greaves (Tottenham Hotspur)                                                   | 37                                                    |
| 1963/64 | Liverpool (6)                                         | Manchester United                                     | Everton                                               | Jimmy Greaves (Tottenham Hotspur)                                                   | 35                                                    |
| 1964/65 | Manchester United (6)                                 | Leeds United                                          | Chelsea                                               | Andy McEvoy (Blackburn Rovers) Jimmy Greaves (Tottenham Hotspur)                    | 29                                                    |
| 1965/66 | Liverpool (7)                                         | Leeds United                                          | Burnley                                               | Willie Irvine (Burnley)                                                             | 29                                                    |
| 1966/67 | Manchester United (7)                                 | Nottingham Forest                                     | Tottenham Hotspur                                     | Ron Davies (Southampton)                                                            | 37                                                    |
| 1967/68 | Manchester City (2)                                   | Manchester United                                     | Liverpool                                             | George Best (Manchester United) Ron Davies (Southampton)                            | 28                                                    |
| 1968/69 | Leeds United                                          | Liverpool                                             | Everton                                               | Jimmy Greaves (Tottenham Hotspur)                                                   | 27                                                    |
| 1969/70 | Everton (7)                                           | Leeds United                                          | Chelsea                                               | Jeff Astle (West Bromwich Albion)                                                   | 25                                                    |
| 1970/71 | Arsenal (8)                                           | Leeds United                                          | Tottenham Hotspur                                     | Tony Brown (West Bromwich Albion)                                                   | 28                                                    |
| 1971/72 | Derby County                                          | Leeds United                                          | Liverpool                                             | Francis Lee (Manchester City)                                                       | 33                                                    |
| 1972/73 | Liverpool (8)                                         | Arsenal                                               | Leeds United                                          | Pop Robson (West Ham United)                                                        | 28                                                    |
| 1973/74 | Leeds United (2)                                      | Liverpool                                             | Derby County                                          | Mick Channon (Southampton)                                                          | 21                                                    |
| 1974/75 | Derby County (2)                                      | Liverpool                                             | Ipswich Town                                          | Malcolm Macdonald (Newcastle United)                                                | 21                                                    |
| 1975/76 | Liverpool (9)                                         | Queens Park Rangers                                   | Manchester United                                     | Ted MacDougall (Norwich City)                                                       | 23                                                    |
| 1976/77 | Liverpool (10)                                        | Manchester City                                       | Ipswich Town                                          | Malcolm Macdonald (Arsenal) Andy Gray (Aston Villa)                                 | 25                                                    |
| 1977/78 | Nottingham Forest                                     | Liverpool                                             | Everton                                               | Bob Latchford (Everton)                                                             | 30                                                    |
| 1978/79 | Liverpool (11)                                        | Nottingham Forest                                     | West Bromwich Albion                                  | Frank Worthington (Bolton Wanderers)                                                | 24                                                    |
| 1979/80 | Liverpool (12)                                        | Manchester United                                     | Ipswich Town                                          | Phil Boyer (Southampton)                                                            | 23                                                    |
| 1980/81 | Aston Villa (7)                                       | Ipswich Town                                          | Arsenal                                               | Peter Withe (Aston Villa) Steve Archibald (Tottenham Hotspur)                       | 20                                                    |
| 1981/82 | Liverpool (13)                                        | Ipswich Town                                          | Manchester United                                     | Kevin Keegan (Southampton)                                                          | 26                                                    |
| 1982/83 | Liverpool (14)                                        | Watford                                               | Manchester United                                     | Luther Blissett (Watford)                                                           | 27                                                    |
| 1983/84 | Liverpool (15)                                        | Southampton                                           | Nottingham Forest                                     | Ian Rush (Liverpool)                                                                | 32                                                    |
| 1984/85 | Everton (8)                                           | Liverpool                                             | Tottenham Hotspur                                     | Kerry Dixon (Chelsea) Gary Lineker (Leicester City)                                 | 24                                                    |
| 1985/86 | Liverpool (16)                                        | Everton                                               | West Ham United                                       | Gary Lineker (Everton)                                                              | 30                                                    |
| 1986/87 | Everton (9)                                           | Liverpool                                             | Tottenham Hotspur                                     | Clive Allen (Tottenham Hotspur)                                                     | 33                                                    |
| 1987/88 | Liverpool (17)                                        | Manchester United                                     | Nottingham Forest                                     | John Aldridge (Liverpool)                                                           | 26                                                    |
| 1988/89 | Arsenal (9)                                           | Liverpool                                             | Nottingham Forest                                     | Alan Smith (Arsenal)                                                                | 23                                                    |
| 1989/90 | Liverpool (18)                                        | Aston Villa                                           | Tottenham Hotspur                                     | Gary Lineker (Tottenham Hotspur)                                                    | 24                                                    |
| 1990/91 | Arsenal (10)                                          | Liverpool                                             | Crystal Palace                                        | Alan Smith (Arsenal)                                                                | 22                                                    |
| 1991/92 | Leeds United (3)                                      | Manchester United                                     | Sheffield Wednesday                                   | Ian Wright (Crystal Palace/Arsenal)                                                 | 29                                                    |

1. ↑  Obesegrade, vann ligan utan att förlora någon match
2. 1 2  Vann även Uefacupen samma säsong
3. 1 2  Vann även Europacupen samma säsong
4. 1 2 3 4  Vann även Ligacupen samma säsong
5. ↑  Första säsongen med tre poäng för vinst
6. ↑  Vann även Cupvinnarcupen samma säsong

### 1992–2004 (Nivå 2)
Under den här perioden representerade First Division den näst högsta nivån av det engelska ligasystemet. Dagens motsvarighet är The Championship.
Klubbar med asterisk (*) blev inte uppflyttade.
| Säsong  | Mästare (antal titlar) | Tvåa                 | Playoffvinnare          |
| ------- | ---------------------- | -------------------- | ----------------------- |
| 1992/93 | Newcastle United       | West Ham United      | Swindon Town            |
| 1993/94 | Crystal Palace         | Nottingham Forest    | Leicester City          |
| 1994/95 | Middlesbrough          | Reading*             | Bolton Wanderers        |
| 1995/96 | Sunderland             | Derby County         | Leicester City          |
| 1996/97 | Bolton Wanderers       | Barnsley             | Crystal Palace          |
| 1997/98 | Nottingham Forest      | Middlesbrough        | Charlton Athletic       |
| 1998/99 | Sunderland (2)         | Bradford City        | Watford                 |
| 1999/00 | Charlton Athletic      | Manchester City      | Ipswich Town            |
| 2000/01 | Fulham                 | Blackburn Rovers     | Bolton Wanderers        |
| 2001/02 | Manchester City        | West Bromwich Albion | Birmingham City         |
| 2002/03 | Portsmouth             | Leicester City       | Wolverhampton Wanderers |
| 2003/04 | Norwich City           | West Bromwich Albion | Crystal Palace          |